# Campionati mondiali di maratona canoa/kayak 2009
I Campionati mondiali di maratona canoa/kayak 2009 sono stati la 17ª edizione della manifestazione. Si sono svolti a Vila Nova de Gaia, in Portogallo tra il 18 e il 20 settembre 2009.

## Medagliere
| Pos.   | Paese         | Oro | Argento | Bronzo | Totale |
| ------ | ------------- | --- | ------- | ------ | ------ |
| 1      | Spagna        | 2   | 2       | 0      | 4      |
| 1      | Ungheria      | 2   | 2       | 0      | 4      |
| 3      | Portogallo    | 1   | 0       | 2      | 3      |
| 4      | Danimarca     | 1   | 0       | 0      | 1      |
| 5      | Gran Bretagna | 0   | 1       | 1      | 2      |
| 6      | Sudafrica     | 0   | 1       | 0      | 1      |
| 7      | Germania      | 0   | 0       | 1      | 1      |
| 7      | Rep. Ceca     | 0   | 0       | 1      | 1      |
| 7      | Francia       | 0   | 0       | 1      | 1      |
| Totale | Totale        | 6   | 6       | 6      | 18     |

## Podi

### Uomini
| Evento | Oro                                          | Perform. | Argento                                  | Perform. | Bronzo                                   | Perform.    |
| Canoa  |                                              |          |                                          |          |                                          |             |
| C-1    | Edvin Csabai                                 | 1h58'33" | Manuel Antonio Campos                    | 1h58'36" | Franz Michael                            | 1h58'40"630 |
| C-2    | Ungheria Peter Nagy Edvin Csabai             | 1h52'21" | Spagna David Mascato Ángel Rivademar     | 1h54'53" | Francia Stephane Hascoët Mathieu Beugnet | 1h55'02"    |
| K-1    | Manuel Busto Fernández                       | 2h08'21" | Benjamin Brown                           | 2h08'28" | Jose Ramalho                             | 2h08'31"    |
| K-2    | Spagna Emilio Merchán Álvaro Fernández Fiuza | 1h58'22" | Sudafrica Shaun Rubenstein Anthony Stott | 1h58'24" | Rep. Ceca Jakub Adam Petr Jambor         | 1h58'29"270 |

### Donne
| Evento | Oro                                          | Perform. | Argento                              | Perform.     | Bronzo                               | Perform.     |
| Canoa  |                                              |          |                                      |              |                                      |              |
| K-1    | Beatriz Gomes                                | 1h58'41" | Renata Csay                          | 1h58'42",550 | Lani Belcher                         | 1h58'42",710 |
| K-2    | Danimarca Anne Lolk Thomsen Henriette Hansen | 1h51'03" | Ungheria Berenike Faldum Renata Csay | 1h51'04"     | Portogallo Joana Sousa Beatriz Gomes | 1h52'06"     |